# Emmy Internacional 1996
A 24.ª cerimônia de entrega dos International Emmys (ou Emmy Internacional 1996) aconteceu no dia 25 de novembro de 1996, no Hotel New York Hilton Midtown em Nova York, Estados Unidos, e teve como apresentadores Jamie Luner, Dick Cavett e Kenny Rogers.

## Vencedores
| Categoria                | Programa                                          | País           | Rede                    |
| ------------------------ | ------------------------------------------------- | -------------- | ----------------------- |
| Documentário Artístico   | The House                                         | Reino Unido    | BBC                     |
| Programa Infanto-juvenil | Newsround Extra: War Child                        | Reino Unido    | BBC                     |
| Documentário             | The Pelican of Ramzan the Red                     | França         | Canal +                 |
| Documentário             | People's Century: pelo episódio 1933: Master Race | Reino Unido    | BBC                     |
| Documentário             | The Saga of Life: The Unknown World               | Suécia         | WGBH/ZDF/Arte/Channel 4 |
| Drama                    | La Colline aux Mille Enfants                      | França         | France 2/France 3       |
| Artes Populares          | Wallace & Gromit: A Close Shave                   | Reino Unido    | BBC                     |
| Founders Award           | Reg Grundy                                        | Estados Unidos | Grundy Productions      |
| Directorate Award        | Herbert A. Granath                                | Estados Unidos | ABC                     |